# Selbstadjungiertes Element
In der Mathematik nennt man ein Element einer *-Algebra selbstadjungiert, wenn sein Adjungiertes dasselbe Element ist.

## Definition
Sei {\displaystyle {\mathcal {A}}} eine *-Algebra, so heißt ein Element {\displaystyle a\in {\mathcal {A}}} selbstadjungiert, falls {\displaystyle a=a^{*}} gilt.
Die Menge der selbstadjungierten Elemente wird mit {\displaystyle {\mathcal {A}}_{sa}} bezeichnet.
Eine Teilmenge {\displaystyle {\mathcal {B}}\subseteq {\mathcal {A}}}, die unter der Involution * abgeschlossen ist, also {\displaystyle {\mathcal {B}}={\mathcal {B}}^{*}} erfüllt, heißt selbstadjungiert.
Besonders interessant ist der Fall, bei dem {\displaystyle {\mathcal {A}}} eine vollständige normierte *-Algebra ist, die die C*-Eigenschaft ({\displaystyle \left\|a^{*}a\right\|=\left\|a\right\|^{2}\ \forall a\in {\mathcal {A}}}) erfüllt, eine sogenannte C*-Algebra.
Vor allem in der älteren Literatur zu *-Algebren bzw. C*-Algebren werden solche Elemente häufig auch hermitesch genannt. Auch in der neueren Literatur finden sich teilweise in Anlehnung daran die Schreibweisen {\displaystyle {\mathcal {A}}_{h}}, {\displaystyle {\mathcal {A}}_{H}} oder {\displaystyle H({\mathcal {A}})} für die Menge der selbstadjungierten Elemente.

## Beispiele
- Jedes positive Element einer C*-Algebra ist selbstadjungiert.
- Für jedes Element {\displaystyle a} einer *-Algebra sind die Elemente {\displaystyle aa^{*}} und {\displaystyle a^{*}a} selbstadjungiert, da * ein involutiver Antiautomorphismus ist.
- Für jedes Element {\displaystyle a} einer *-Algebra sind Real- und Imaginärteil {\textstyle \operatorname {Re} (a)={\frac {1}{2}}(a+a^{*})} und {\textstyle \operatorname {Im} (a)={\frac {1}{2\mathrm {i} }}(a-a^{*})} selbstadjungiert, wobei {\displaystyle \mathrm {i} } die imaginäre Einheit bezeichnet.
- Sei {\displaystyle a\in {\mathcal {A}}_{N}} ein normales Element einer C*-Algebra {\displaystyle {\mathcal {A}}}, dann definiert jede reellwertige Funktion {\displaystyle f}, die auf dem Spektrum von {\displaystyle a} stetig ist, mittels stetigem Funktionalkalkül ein selbstadjungiertes Element {\displaystyle f(a)}.

## Kriterien
Sei {\displaystyle {\mathcal {A}}} eine *-Algebra. Dann gilt:
- Sei {\displaystyle a\in {\mathcal {A}}}, dann ist {\displaystyle a^{*}a} selbstadjungiert, da {\displaystyle (a^{*}a)^{*}=a^{*}(a^{*})^{*}=a^{*}a} gilt. Analog rechnet man nach, dass auch {\displaystyle aa^{*}} selbstadjungiert ist.
- Ist {\displaystyle a=a_{1}a_{2}} das Produkt zweier selbstadjungierter Elemente {\displaystyle a_{1},a_{2}\in {\mathcal {A}}_{sa}}. Dann ist {\displaystyle a} genau dann selbstadjungiert, wenn {\displaystyle a_{1}} und {\displaystyle a_{2}} kommutieren, da stets {\displaystyle (a_{1}a_{2})^{*}=a_{2}^{*}a_{1}^{*}=a_{2}a_{1}} gilt.
- Ist {\displaystyle {\mathcal {A}}} eine C*-Algebra, so ist ein normales Element {\displaystyle a\in {\mathcal {A}}_{N}} genau dann selbstadjungiert, wenn sein Spektrum reell ist, also {\displaystyle \sigma (a)\subseteq \mathbb {R} }.

## Eigenschaften

### In *-Algebren
Sei {\displaystyle {\mathcal {A}}} eine *-Algebra. Dann gilt:
- Jedes Element {\displaystyle a\in {\mathcal {A}}} kann eindeutig in Real- und Imaginärteil zerlegt werden, das heißt es existieren eindeutig bestimmte Elemente {\displaystyle a_{1},a_{2}\in {\mathcal {A}}_{sa}}, sodass {\displaystyle a=a_{1}+\mathrm {i} a_{2}} gilt. Dabei ist {\textstyle a_{1}={\frac {1}{2}}(a+a^{*})} und {\textstyle a_{2}={\frac {1}{2\mathrm {i} }}(a-a^{*})}.
- Die Menge der selbstadjungierten Elemente {\displaystyle {\mathcal {A}}_{sa}} ist ein reeller Untervektorraum von {\displaystyle {\mathcal {A}}}. Aus der vorherigen Eigenschaft ergibt sich, dass {\displaystyle {\mathcal {A}}} die direkte Summe zweier reeller Untervektorräume ist, also {\displaystyle {\mathcal {A}}={\mathcal {A}}_{sa}\oplus \mathrm {i} {\mathcal {A}}_{sa}}.
- Sei {\displaystyle a\in {\mathcal {A}}_{sa}} selbstadjungiert, dann ist {\displaystyle a} normal.
- Die *-Algebra {\displaystyle {\mathcal {A}}} heißt hermitesche *-Algebra, wenn jedes selbstadjungierte Element {\displaystyle a\in {\mathcal {A}}_{sa}} ein reelles Spektrum {\displaystyle \sigma (a)\subseteq \mathbb {R} } hat.

### In C*-Algebren
Sei {\displaystyle {\mathcal {A}}} eine C*-Algebra und {\displaystyle a\in {\mathcal {A}}_{sa}}. Dann gilt:
- Für das Spektrum gilt {\displaystyle \left\|a\right\|\in \sigma (a)} oder {\displaystyle -\left\|a\right\|\in \sigma (a)}, da {\displaystyle \sigma (a)} reell ist und für den Spektralradius {\displaystyle r(a)=\left\|a\right\|} gilt, weil {\displaystyle a} normal ist.
- Es existieren nach dem stetigen Funktionalkalkül eindeutig bestimmte positive Elemente {\displaystyle a_{+},a_{-}\in {\mathcal {A}}_{+}}, sodass {\displaystyle a=a_{+}-a_{-}} mit {\displaystyle a_{+}a_{-}=a_{-}a_{+}=0}. Es gilt {\displaystyle \left\|a\right\|=\max(\left\|a_{+}\right\|,\left\|a_{-}\right\|)}. Man bezeichnet {\displaystyle a_{+}} und {\displaystyle a_{-}} auch als Positiv- und Negativteil. Darüber hinaus gilt {\displaystyle |a|=a_{+}+a_{-}} für den für ein beliebiges Element definierten Betrag {\textstyle |a|=(a^{*}a)^{\frac {1}{2}}}.
- Es existiert für jedes {\displaystyle a\in {\mathcal {A}}_{+}} und ungerades {\displaystyle n\in \mathbb {N} } ein eindeutig bestimmtes {\displaystyle b\in {\mathcal {A}}_{+}}, das {\displaystyle b^{n}=a} erfüllt, das heißt eine {\displaystyle n}-te Wurzel, wie man mit dem stetigen Funktionalkalkül zeigen kann.[1]